# Franc Rojšek
Franc Rojšek (partizansko ime Jaka), slovenski komunist, partizan, častnik, prvoborec, politični komisar in narodni heroj, * 12. junij 1914, Slape, † 11. avgust 1975, Celje.

## Življenjepis
Leta 1940 je vstopil v KPS, leto pozneje pa v NOB. Marca 1942 je postal politični komisar bataljona v drugi grupi odredov. Po kapitulaciji Italije je postal poveljnik Ljubljanske brigade. Nato je bil poslan na Primorsko, kjer je bil najprej namestnik, nato pa poveljnik 30. divizije. Jeseni 1944 je bil imenovan za poveljnika 31. divizije.

## Napredovanja
generalmajor JLA do upokojitve.

## Odlikovanja
- red narodnega heroja (13. september, 1952)
- red vojne zastave
- red partizanske zvezde II. stopnje
- red za hrabrost
- red zaslug za ljudstvo
- partizanska spomenica 1941